# Альфред Лант
Альфред Лант (англ. Alfred Lunt; 12 серпня 1892 — 3 серпня 1977) — американський драматичний актор та режисер. Виступав разом зі своєю дружиною Лінн Фонтенн. Лауреат премії «Еммі» 1965 року (найкращий драматичний актор) за роботу в телеантології «Зал слави Голлмарка» (США, 1951).

## Біографія
Альфред Лант і Лінн Фонтенн запам'яталися глядачам як видатна пара акторів на американській сцені першої половини XX століття.
Виграв три премії «Тоні»: 1954 як найкращий режисер п'єси («Ondine»), у 1955 як найкращий драматичний актор п'єси («Кадриль») і в 1970 році разом з дружиною Лінн Фонтенн отримав спеціальну нагороду. Також висувався на нагороду в 1959 роціяк найкращий актор в п'єсі за виставу «Візит».
У 1932 році Альфред Лант був номінований на премію «Оскар» за найкращу чоловічу роль, але статуетку в тому році взяв Фредрік Марч за роботу у фільмі «Доктор Джекілл та містер Гайд».